# Erwin Kräutler
 (octobre 2019).
Erwin Kräutler (né le 12 juillet 1939 à Hohenems (Vorarlberg, Autriche)) est un prélat catholique et missionnaire autrichien, évêque de Xingu, le plus vaste diocèse du Brésil, de 1981 à 2015.
Dom Kräutler est également connu pour son engagement en faveur des droits des populations autochtones ainsi que pour la préservation de la forêt tropicale amazonienne. Il est notamment un fervent opposant au barrage de Belo Monte.

## Biographie

### Jeunesse et formation
Erwin Kräutler naît le 12 juillet 1939, aîné de six frères et sœurs. Il commence ses études à l'école primaire de Koblach puis de Feldkirch. Il obtient ensuite son baccalauréat au Bundesgymnasium de Feldkirch en 1958. Après le lycée, il entre au séminaire de la Congrégation des Missionnaires du Précieux-Sang à Feldkirch puis continue ses études au Liechtenstein. Après avoir terminé ses études en théologie et philosophie à l'université de Salzbourg, Kräutler est ordonné prêtre, le 3 juillet 1965, en la cathédrale de Salzbourg. Il effectue sa première messe le 18 juillet à Hohenems, puis, le 2 novembre suivant, il est envoyé au Brésil, en tant que missionnaire, dans la partie inférieure du Xingu et de l'Amazone.

### Épiscopat
Le 7 novembre 1980, le pape Jean-Paul II le nomme évêque coadjuteur de son oncle, Mgr Eurico Kräutler, dans la prélature territoriale de Xingu, la plus étendue du Brésil. Il est consacré évêque le 25 janvier 1981, par le nonce apostolique au Brésil, Mgr Carmine Rocco ; ses co-consécrateurs sont alors Alberto Ramos Gaudencio et son oncle, Eurico Kräutler. Après la démission de ce dernier, le 2 septembre 1981, Erwin Kräutler devient évêque de Xingu.
De 1983 à 1991, Mgr Kräutler est président du Conseil missionnaire indien de la Conférence des évêques du Brésil. En 2006, il en redevient président, après la mort accidentelle du président sortant, Mgr Gianfranco Masserdotti.
Le 23 décembre 2015, le pape François accepte sa demande de démission pour raison d'âge, conformément au droit canonique.

## Combats
Mgr Kräutler est très présent auprès des autochtones, dans les combats pour la préservation de la forêt amazonienne et contre les braconniers, apparentés à la mafia brésilienne.

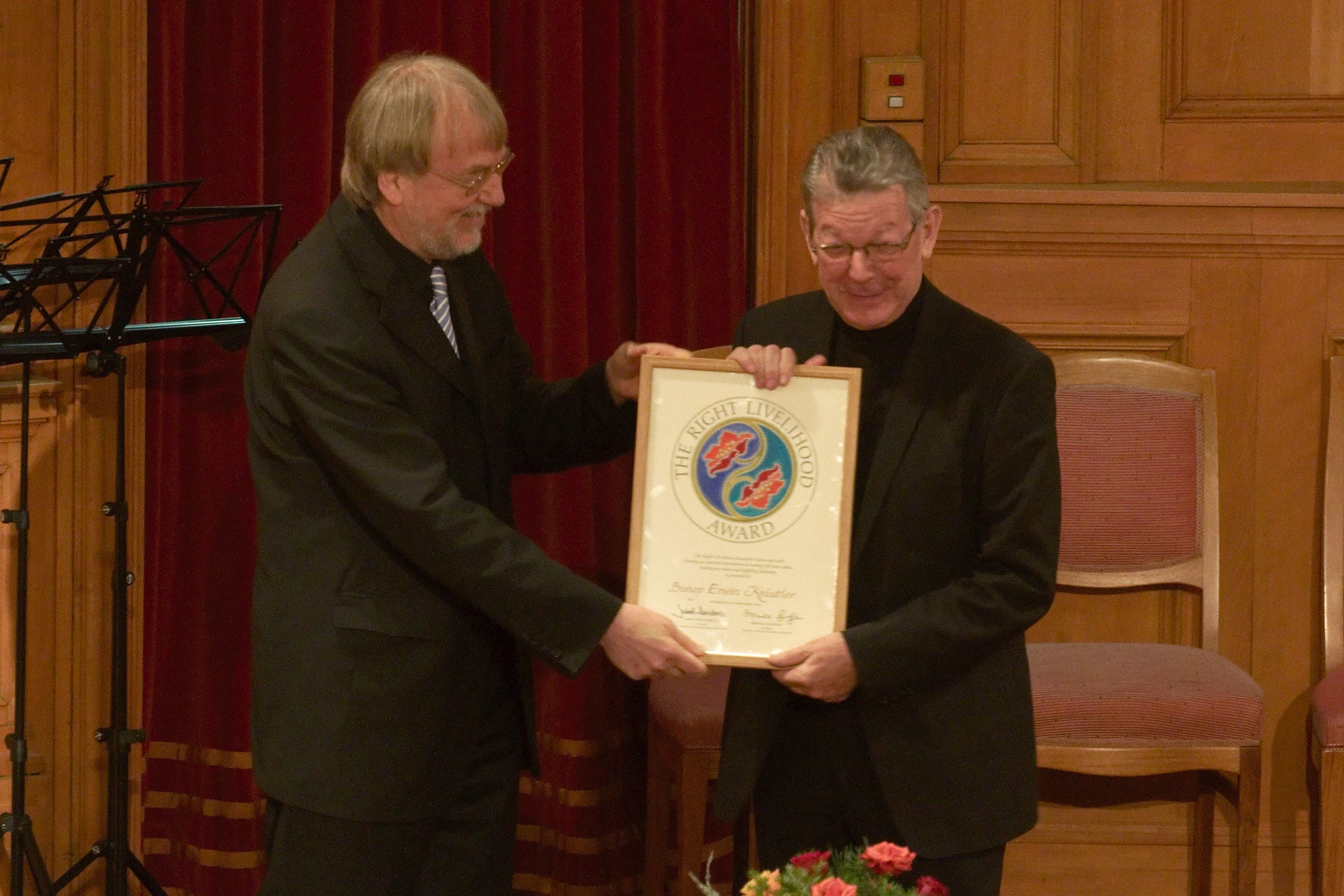
Mgr Kräutler recevant le Prix Nobel alternatif.

Le 16 octobre 1987, Mgr Kräutler sort grièvement blessé d'une tentative d'assassinat. Son chauffeur est tué dans l'accident de voiture. Les auteurs et l'instigateur de l'assassinat sont condamnés, mais rapidement libérés.
En 1995, un employé d'Erwin Kräutler, Hubert Mattle, est assassiné à Altamira.
Après l'assassinat de la religieuse et militante Dorothy Stang en 2005, Mgr Erwin Kräutler est à plusieurs reprises menacé de mort à cause du soutien qu'il apporte aux enquêteurs. Il est également menacé de mort pour son opposition au projet de barrage de Belo Monte ainsi que pour avoir dénoncé les abus sexuels et la prostitution d'enfants très présente à Altamira.
En 2010, il reçoit le prix Nobel alternatif pour son combat pour la préservation de la nature.
En avril 2014, il informe le pape François des méfaits qu'entraînera le barrage de Belo Monte.